# Amuka
Amuka (hebrejsky עֲמֻקָּה, v oficiálním přepisu do angličtiny Amuqqa) je vesnice typu společná osada (jišuv kehilati) v Izraeli, v Severním distriktu, v Oblastní radě Merom ha-Galil.

## Geografie
Leží v nadmořské výšce 705 metrů, cca 42 kilometrů východně od břehů Středozemního moře na východním okraji kopců Horní Galileji. Okolo obce se rozkládá velký lesní komplex Les Birija. V okolí vesnice začíná vádí Nachal Javnit, které teče k severu, kde ústí do kaňonu Nachal Dalton.
Osada se nachází cca 123 kilometrů severovýchodně od centra Tel Avivu, cca 53 kilometrů severovýchodně od centra Haify a 4 kilometry severovýchodně od Safedu. Amuku obývají Židé, přičemž osídlení v tomto regionu je etnicky převážně židovské.
Obec Amuka je na dopravní síť napojena pomocí lokální silnice, která sem stoupá z údolí řeky Jordán a vede dál do aglomerace Safedu.

## Dějiny
Amuka byla založena roku 1980. Stojí na místě zbytků starověkého židovského sídla stejného jména. Poblíž vesnice stojí hrobka židovského učence Jonatana ben Uziela.
Právě v prostoru hrobky ben Uziela, cca kilometr severozápadně od dnešní vesnice, stála až do roku 1948 arabská vesnice Amuka, která ve středověku navázala na původní židovské osídlení. Uvádějí ji tu pod tímto jménem i křižácké prameny. Francouzský cestovatel Victor Guérin koncem 19. století popisuje obec jako malé sídlo obývané muslimy. V roce 1931 v této arabské vesnici žilo 108 lidí a stálo tu 17 domů. Během války za nezávislost v roce 1948 byla ale dobyta izraelskými silami a arabské osídlení tu skončilo. Zástavba pak byla zbořena (s výjimkou hrobky).
Nynější židovská Amuka vznikla roku 1980 v rámci programu Micpim be-Galil, který na přelomu 70. a 80. let 20. století znamenal výstavbu několika desítek nových židovských vesnic v oblasti Galileji a jehož cílem bylo posílit židovské demografické pozice v tomto regionu a nabídnout bydlení na venkově s předměstským životním stylem. Zpočátku šlo o malou osadu obývanou 15 rodinami. V současnosti jich zde žije již cca 50 a plánuje se stavební expanze na kapacitu 100 rodin. Podle jiného zdroje zde novověké židovské osídlení vzniklo již roku 1949 a prvními osadníky Amuky byla skupina židovských přistěhovalců z Jemenu. Tento údaj je ale pravděpodobně nesprávný, protože statistické výkazy v době před rokem 1980 tuto vesnici neuvádějí.
V Amuka je k dispozici zařízení předškolní péče o děti. Základní škola je v kibucu Sasa. Obyvatelé pracují v turistickém průmyslu a ve službách.

## Demografie
Obyvatelstvo Amuka je sekulární. Podle údajů z roku 2014 tvořili populaci v Amuka Židé (včetně statistické kategorie "ostatní", která zahrnuje nearabské obyvatele židovského původu ale bez formální příslušnosti k židovskému náboženství).
Jde o menší sídlo vesnického typu s dlouhodobě klesajícím počtem obyvatel. K 31. prosinci 2014 zde žilo 131 lidí. Během roku 2014 populace klesla o 12,1 %. Věková skladba populace není příznivá. Roku 2013 zde byl třetí nejnižší podíl obyvatelstva ve věku do 17 let ze všech sídel vesnického charakteru v Izraeli (jen 10,1 % z celkové populace obce).
| Rok            | 1983 | 1995 | 2001 | 2003 | 2004 | 2005 | 2006 | 2007 | 2008 | 2009 | 2010 | 2011 | 2012 | 2013 | 2014 |
| -------------- | ---- | ---- | ---- | ---- | ---- | ---- | ---- | ---- | ---- | ---- | ---- | ---- | ---- | ---- | ---- |
| Počet obyvatel | 82   | 200  | 223  | 205  | 211  | 207  | 203  | 196  | 188  | 160  | 159  | 150  | 153  | 149  | 131  |